# Tarnazsadány
Tarnazsadány là một thị trấn thuộc hạt Heves, Hungary. Thị trấn này có diện tích 25,19 km², dân số năm 2010 là 1188 người, mật độ 47 người/km².